# Oneida (Wisconsin)
Oneida è una comunità non incorporata (ex-CDP) degli Stati Uniti d'America, situata in Wisconsin, nella contea di Outagamie.